# Chicago Film Critics Association Awards 2014
27. ročník předávání cen asociace Chicago Film Critics Association se konal dne 15. prosince 2014. Nominace byly oznámeny dne 12. prosince 2014.

## Vítězové a nominovaní

### Nejlepší film
Chlapectví
- Birdman
- Grandhotel Budapešť
- Pod kůží
- Whiplash

### Nejlepší režisér
Richard Linklater – Chlapectví
- Wes Anderson – Grandhotel Budapešť
- Alejandro G. Iñárritu – Birdman
- David Fincher – Zmizelá
- Christopher Nolan – Interstellar

### Nejlepší adaptovaný scénář
Gillian Flynnová – Zmizelá
- Graham Moore – Kód Enigmy
- Paul Thomas Anderson – Skrytá vada
- Walter Campbell – Pod kůží
- Nick Hornby – Divočina

### Nejlepší původní scénář
Wes Anderson – Grandhotel Budapešť
- Richard Linklater – Chlapectví
- Damien Chazelle – Whiplash
- Alejandro G. Iñárritu, Nicolás Giacobone, Alexander Dinelaris, Jr. a Armando Bó – Birdman
- John Michael McDonagh – Kalvárie

### Nejlepší herec v hlavní roli
Michael Keaton – Birdman
- Benedict Cumberbatch – Kód Enigmy
- Jake Gyllenhaal – Slídil
- David Oyelowo – Selma
- Eddie Redmayne – Teorie všeho

### Nejlepší herečka v hlavní roli
Julianne Moore – Pořád jsem to já
- Marion Cotillard – Dva dny, jedna noc
- Scarlett Johansson – Pod kůží
- Rosamund Pike – Zmizelá
- Reese Witherspoonová – Divočina

### Nejlepší herec ve vedlejší roli
J. K. Simmons – Whiplash
- Josh Brolin – Skrytá vada
- Ethan Hawke – Chlapectví
- Edward Norton – Birdman
- Mark Ruffalo – Hon na lišku

### Nejlepší herečka ve vedlejší roli
Patricia Arquette – Chlapectví
- Jessica Chastainová – A Most Violent Year
- Emma Stoneová – Birdman
- Laura Dern – Divočina
- Agata Kulesza – Ida

### Nejlepší cizojazyčný film
Vyšší moc (Švédsko)
- Ida (Polsko/Dánsko)
- Mami! (Kanada/Francie)
- Dva dny, jedna noc (Belgie)
- Zátah 2 (Indonésie)

### Nejlepší dokument
Život Rogera Eberta
- Citizenfour: Občan Snowden
- Jodorowsky’s Dune
- Noční hosté
- Poslední dny ve Vietnamu

#### Nejlepší animovaný film
LEGO příběh
- Velká šestka
- Škatuláci
- Příběh o princezně Kaguje
- Jak vycvičit draka 2

### Nejlepší kamera
Emmanuel Lubezki – Birdman (remíza)
Rubert Yeoman – Grandhotel Budapešť (remíza)
- Hoyte van Hoytema – Interstellar
- Ryszard Lenczewski a Lukasz Zal – Ida
- Robert Elswit – Skrytá vada

### Nejlepší střih
Tom Cross – Whiplash
- Douglas Crise a Stephen Mirrione – Birdman
- Sandra Adair – Chlapectví
- Kirk Baxter – Zmizelá
- Barney Pilling – Grandhotel Budapešť

### Nejlepší skladatel
Mica Levi – Pod kůží
- Antonio Sánchez – Birdman
- Alexandre Desplat – Grandhotel Budapešť
- Alexandre Desplat – Kód Enigmy
- Hans Zimmer – Interstellar

### Nejlepší výprava
Grandhotel Budapešť
- Interstellar
- Čarovný les
- Přežijí jen milenci
- Ledová archa

### Nejslibnější tvůrce
Damien Chazelle – Whiplash
- Dan Gilroy – Slídil
- Jennifer Kent – Babadook
- Jeremy Saulnier – Blue Ruin
- Justin Simien – Dear White People

### Nejslibnější umělec
Jack O'Connell – Hvězda kriminálu/Nezlomný
- Ellar Coltrane – Chlapectví
- Gugu Mbatha-Raw – Belle/Beyond the Lights
- Tony Revolori – Grandhotel Budapešť
- Jenny Slate – Náhodná známost
- Agata Trzebuchowska – Ida